# Bill Cantrell
Bill Cantrell (31 de janeiro de 1908 – 22 de janeiro de 1996) foi um automobilista norte-americano que esteve em cinco (três) 500 Milhas de Indianápolis (três (uma) quando a prova fazia parte do calendário da Fórmula 1 de 1950 até 1960): 1948, 1949, 1950 (compartilhou com Bayliss Levrett), 1951 (não se qualificou) e 1952 (não se qualificou).